# Sonnentaugewächse

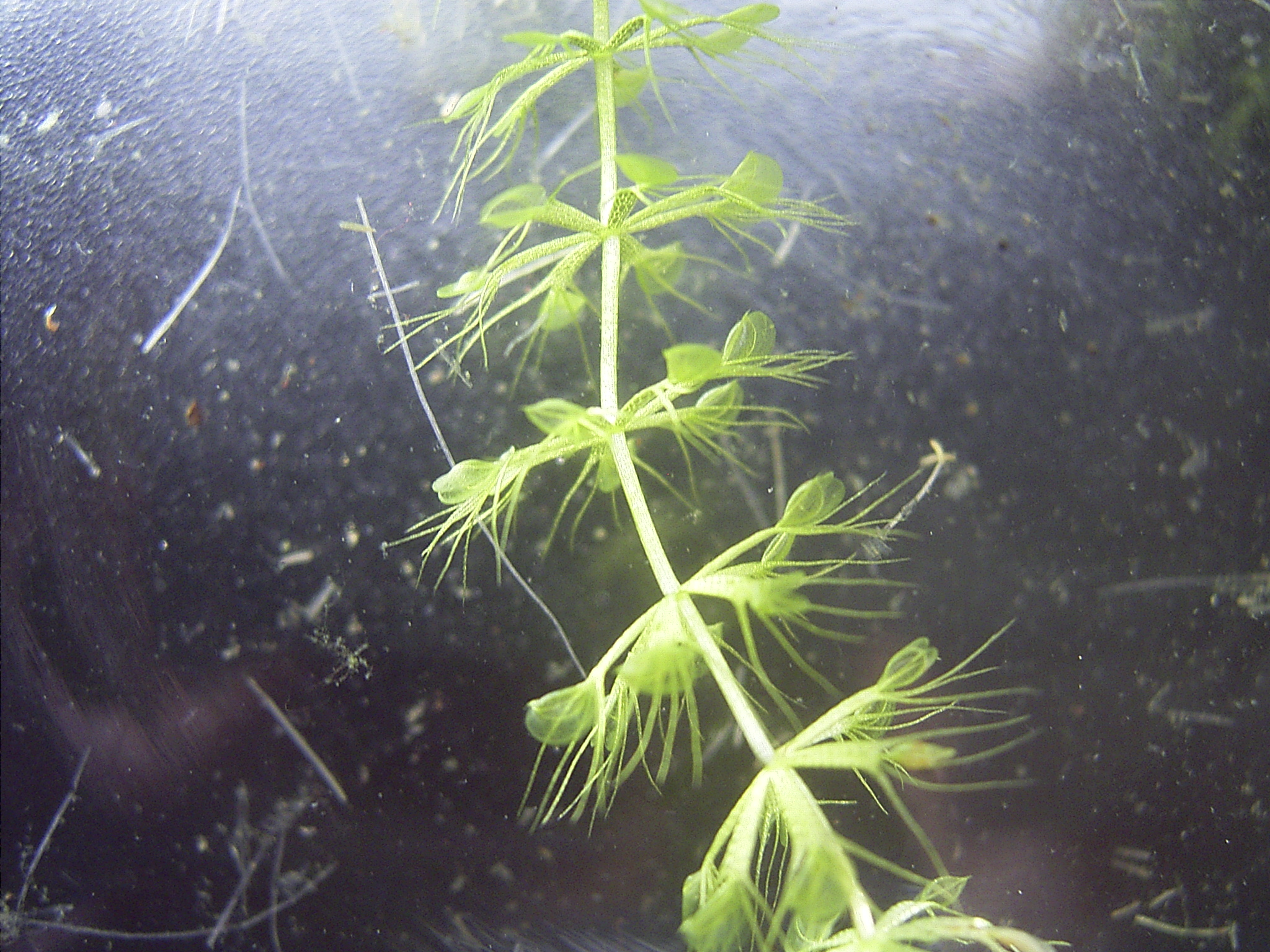
Wasserfalle (Aldrovanda vesiculosa)

Die Sonnentaugewächse (Droseraceae) sind eine Familie der bedecktsamigen Pflanzen (Magnoliopsida).
Die Familie ist weltweit mit den drei Gattungen Wasserfalle, Venusfliegenfalle (beide monotypisch) und Sonnentau vertreten, die zusammen rund 200 Arten enthalten.

## Beschreibung
Alle Arten dieser Familie sind krautige, fleischfressende Pflanzen. Die Blütenstände sind meistens Wickel. Die radiären Blüten sind zwittrig und meistens fünfzählig, manchmal vierzählig. Die Fruchtknoten sind oberständig. Es werden Kapselfrüchte mit sehr vielen kleinen Samen gebildet.
Die Wasserfalle und die Venusfliegenfalle fangen ihre Beute mittels einer Klappfalle (ähnlich einem Tellereisen), in der Gattung Sonnentau finden sich ausschließlich Klebefallen.

## Systematik
Die Familie umfasst drei Gattungen:
- Aldrovanda L., mit der einzigen Art
  - Wasserfalle (Aldrovanda vesiculosa L.)
- Dionaea Sol. ex J.Ellis, mit der einzigen Art
  - Venusfliegenfalle (Dionaea muscipula J.Ellis)
- Drosera L., Sonnentau, mit rund 200 Arten

## Botanische Geschichte
Früher wurde ihr auch die Gattung Taublatt (Drosophyllum) zugeordnet; mittlerweile wird diese in eine eigene Familie, die Taublattgewächse (Drosophyllaceae) gestellt.